# Damgalnuna
Damgalnuna je sumerska božica. Isprva je bila žena Enlila, a poslije je postala žena njegova brata Enkija, te s njim majka Marduka, kralja bogova. Zvana je i Damkina. 